# Lathrostizus curvicauda
Lathrostizus curvicauda là một loài tò vò trong họ Ichneumonidae.